# 40328 Dow
40328 Dow è un asteroide della fascia principale. Scoperto nel 1999, presenta un'orbita caratterizzata da un semiasse maggiore pari a 2,2323569 UA e da un'eccentricità di 0,1685882, inclinata di 6,62621° rispetto all'eclittica.